# Севастопольская площадь (Киев)
Севасто́польская пло́щадь (укр. Севастопольська площа) — площадь в Соломенском районе города Киева. Расположена между Воздухофлотским проспектом, проспектом Валерия Лобановского, улицами Народного ополчения, Михаила Мишина, Донецкой улицей и Чоколовским бульваром.

## История
Сформирована на рубеже 1950—1960-х годов под названием Новая площадь. В 1967 году переименована в Севастопольскую площадь.
Реконструирована в 2001 году, под площадью в новопостроенном туннеле проложена автомобильная дорога, транспортная развязка реконструирована. Является частью Малой Окружной дороги.

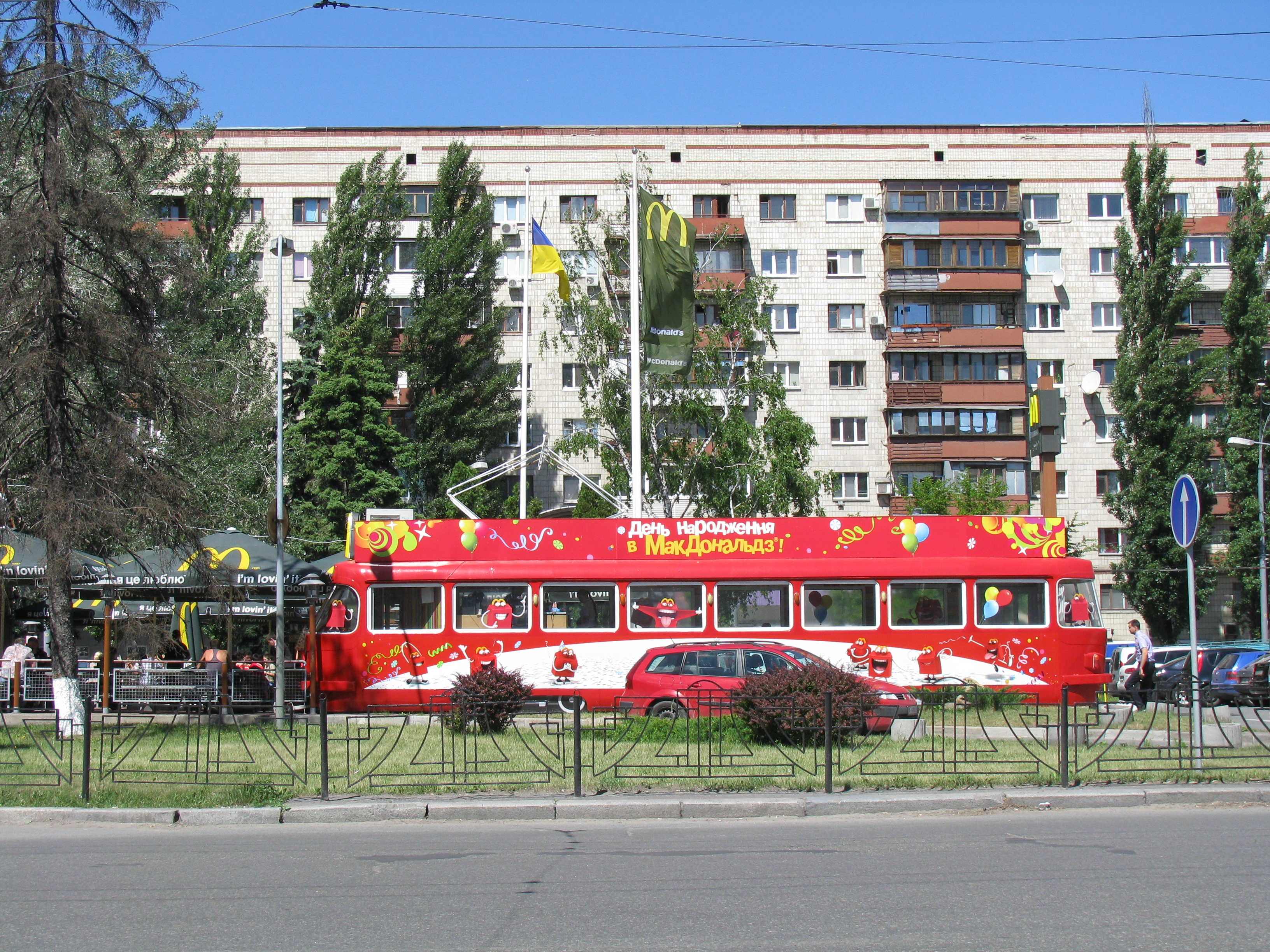
Трамвай у Макдональдса на Севастопольской площади

Во второй половине 1990-х годов на площади открылось одно из первых в Киеве заведений общественного питания McDonald’s. Примерно в 2004 году около него был установлен переоборудованный под комнату для детей трамвайный вагон Tatra T3.

## Транспорт
- Станция метро «Шулявская» (3,8 км)
- Станция метро «Вокзальная» (3,6 км)
- Автобус 69, 119
- Троллейбус 8, 9, 19Д, 22, 30, 40, 42, 92Н
- Железнодорожная платформа «Караваевы дачи» (1,7 км)
- Маршрутки 401, 438, 455, 17, 17+7, 223, 518, 550

## Почтовый индекс
03151